# 青森県立八戸第一養護学校
青森県立八戸第一養護学校（あおもりけんりつ はちのへだいいちようごがっこう）は、青森県八戸市大久保字行人塚にある公立特別支援学校。肢体不自由者を教育対象とする。

## 学部・周辺施設
学部は小学部と中学部と高等部がある。また、国立病院機構八戸病院内に吹上分教室を開設している。通学が困難な児童・生徒に対しては訪問教育を行う。
敷地内には入所・支援施設の青森県立はまなす医療療育センターがあり、一部の児童・生徒はそこから通学している。

## 交流活動
小学部は八戸市立町畑小学校との、中学部は八戸市立第一中学校との、高等部は八戸学院光星高等学校との交流活動を行っている。